# Lục quân Đế quốc Nhật Bản

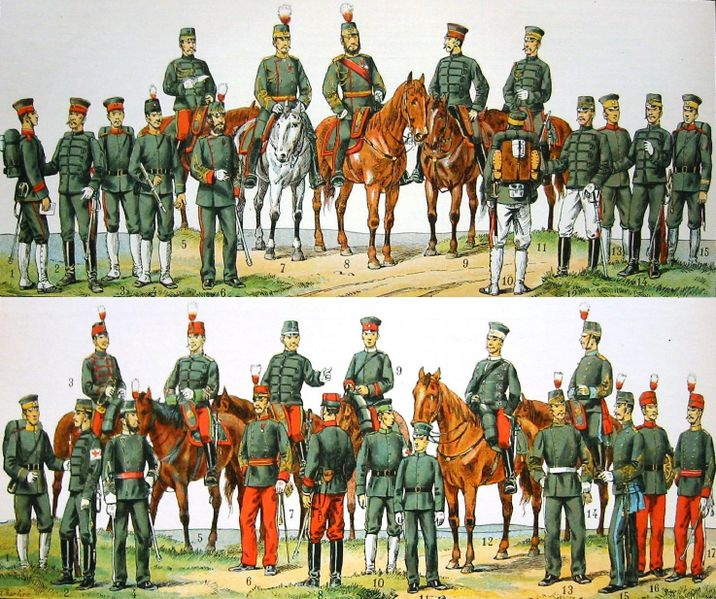
Quân đội Đế quốc Nhật Bản năm 1900. Màu đồng phục phải là màu xanh đậm chứ không phải màu xám xanh như trong hình in mờ này.

Lục quân Đế quốc Nhật Bản (kanji cổ: 大日本帝國陸軍, kanji mới: 大日本帝国陸軍; romaji: Dai-Nippon Teikoku Rikugun; Hán-Việt: Đại Nhật Bản đế quốc lục quân) thường gọi tắt là Lục quân Nhật,  là lực lượng quân sự trên bộ của Đế quốc Nhật Bản từ năm 1868 đến 1945, được kiểm soát bởi Bản bộ Tham mưu và Bộ Lục quân, cả hai đều dưới quyền Thiên hoàng Nhật Bản với tư cách là chỉ huy tối cao của quân đội và Hải quân Đế quốc Nhật Bản. Sau này, có Tổng giám bộ Hàng không Lục quân trở thành cơ quan thứ ba giám sát quân chủng này. Vào thời kì đỉnh cao, Lục quân Đế quốc Nhật Bản là một trong những lực lượng chính trị mạnh mẽ nhất ở Đế quốc Nhật Bản, đồng thời cũng là nòng cốt thường chiếm ưu thế trên chiến trường. Lục quân Đế quốc Nhật Bản nổi tiếng với vô số tội ác chiến tranh đã gây ra trong Chiến tranh Trung–Nhật và Chiến tranh Thái Bình Dương, chẳng hạn như vụ cưỡng hiếp ở Nam Kinh và cuộc hành quân chết chóc Bataan.

## Tên gọi
Tên gọi "Đại Nhật Bản Đế Quốc Lục quân" đã được sử dụng trong các tài liệu liên lạc đối ngoại, văn bản hành chính và một số tài liệu khác từ thập niên 1870 (thời Minh Trị). Ví dụ, vào năm 1918 (Đại Chính thứ 7), Bộ trưởng Lục quân Nhật Bản, Đại tướng Ōshima Ken'ichi (thuộc Nội các Terauchi), đã gửi một bức điện mừng đến Quốc vương Anh George V. Trong bức điện mang tiêu đề "Điện mừng từ Bộ trưởng Lục quân gửi đến Hoàng đế Anh quốc (gửi ngày 25 tháng 1 năm Đại Chính thứ 7 lúc 13 giờ 30 phút)", các tên gọi như "Lục quân Nhật Bản", "Lục quân Đế quốc", và "Đại Nhật Bản Đế Quốc Lục Quân" đều được sử dụng.
Tên tiếng Anh bao gồm Imperial Japanese Army, Japanese Imperial Army, và Japanese Army. Trong số đó, tên gọi tương ứng với "Đại Nhật Bản Đế Quốc Lục Quân" là Imperial Japanese Army. Tên gọi này đã được sử dụng trong một văn bản tiếng Anh của Bộ Lục quân Anh (nay là Bộ Quốc phòng Anh) gửi qua Đại sứ Anh tại Nhật, William Cunningham Greene, đến Ngoại trưởng Nhật Bản Makino Nobuaki (thuộc Nội các Yamamoto lần thứ nhất) vào năm 1913 (Đại Chính thứ 2). Nội dung văn bản đề cập đến việc đề nghị Nhật Bản tặng một khẩu súng trường kỵ binh mới kiểu 44 (Shiki).

## Tổng quát
Trước khi Hiến pháp Đại Nhật Bản Đế Quốc được ban hành, quy định về quyền hạn quân sự chưa đầy đủ. Sau khi hiến pháp được thông qua, quyền quân sự được tách khỏi nội các và trực thuộc quyền chỉ huy tối cao từ Thiên hoàng. Vì vậy, chỉ có Thiên hoàng, với tư cách là Nguyên soái tối cao, là người chỉ huy cao nhất Lục quân và Hải quân Nhật Bản. Đối với Lục quân Đế quốc, các chức vụ cao cấp nhất sau Thiên hoàng là Bộ trưởng Lục quân (Đại thần), Tổng tham mưu trưởng (Tổng trưởng), và Tổng giám Giáo dục (Tổng giám), được gọi chung là "Ba chức vụ cao cấp trong Lục quân". Những chức vụ này thường do các tướng lĩnh cấp Đại tướng hoặc Trung tướng đảm nhiệm, nhưng không nhất thiết người giữ chức vụ phải ở cấp bậc cao nhất. Đặc biệt, nhiều Bộ trưởng Lục quân và Tổng giám Giáo dục trong lịch sử là các Trung tướng.
Để hỗ trợ cho ba chức vụ này, ba cơ quan hành chính gồm Bộ Lục quân, Bộ Tổng tham mưu và Bộ Tổng giám Giáo dục được thành lập, thường được gọi là "Bộ phận trung ương". Bộ Lục quân (do Bộ trưởng Lục quân phụ trách) chịu trách nhiệm về quân chính và nhân sự; Bộ Tổng tham mưu (do Tổng tham mưu trưởng phụ trách) quản lý mệnh lệnh, chiến dịch và huy động; và Bộ Tổng giám Giáo dục (do Tổng giám Giáo dục phụ trách) quản lý giáo dục quân sự. Ngoài ra, ba cơ quan này có các vị trí cấp phó tương ứng là Thứ trưởng Lục quân, Phó tổng tham mưu trưởng và Phó Bộ trưởng Bộ Tổng giám Giáo dục.
Năm 1938 (Chiêu Hòa 13), để mở rộng và nâng cao tính linh hoạt trong quản lý lực lượng không quân, Bộ Tổng giám Không quân Lục quân được thành lập, chịu trách nhiệm giáo dục các trường học liên quan đến không quân. Tuy nhiên, vào cuối Thế chiến II, các trường này (trừ một số trường bổ sung) được quân sự hóa và Bộ Tổng giám Không quân bị giải thể, thay vào đó là Tổng quân Không quân.
Bộ Tổng tham mưu, trong thời chiến hoặc khi xảy ra sự kiện lớn, sẽ trở thành Bộ Lục quân Đại bản- cơ quan chỉ huy tối cao cả Lục quân và Hải quân, tương đương với Bộ Tổng tư lệnh ở các nước khác. Tuy nhiên, điều này không có nghĩa Tổng tham mưu trưởng là chỉ huy tối cao Lục quân. Về phía Tổng giám Giáo dục, mặc dù trên lý thuyết quản lý việc giáo dục trong Lục quân, các trường học liên quan đến cảnh vệ, tài chính, y tế, pháp lý, xe tăng, không quân, tham mưu và tình báo lại do Bộ Lục quân, Bộ Tổng tham mưu, hoặc Bộ Tổng giám Không quân phụ trách.

## Tổ chức

#### Bộ máy chỉ huy
- Bộ Lục quân, đứng đầu là Bộ trưởng Bộ Lục quân.
- Bộ Tổng tham mưu, đứng đầu là Tổng Tham mưu trưởng
- Cục Quân huấn, đứng đầu là Cục trưởng.

Trong Lục quân Đế quốc Nhật Bản, không kể Thiên hoàng, thì 3 vị đứng đầu 3 cơ quan trên là 3 người có vị trí cao nhất.
- Cục hàng không, Bộ Tư lệnh Cảnh bị Tōkyō, Bộ Tư lệnh Phòng vệ, Bộ Tư lệnh các Căn cứ, Bộ Tư lệnh các Quân khu, Cục Quân giới, v.v...

#### Biên chế
- Tổng quân (総軍, sōgun): là quy mô đơn vị lục quân lớn nhất, gồm một số phương diện quân và các đơn vị cấp thấp hơn hợp thành. Tư lệnh thường mang hàm đại tướng;
- Phương diện quân (方面軍, hōmengun): gồm một số đơn vị cấp quân đoàn và các đơn vị cấp thấp hơn hợp thành. Tư lệnh thường mang hàm đại tướng hoặc trung tướng;
- Quân (軍, gun): khác với biên chế trong quân đội nhiều quốc gia khác, cấp quân trong Lục quân Đế quốc Nhật Bản không có biên chế cố định, thường gồm một số sư đoàn và các đơn vị cấp thấp hơn hợp thành, có thể xem như có biên chế tương đương quân đoàn. Tư lệnh thường mang hàm trung tướng, tham mưu trưởng thường mang hàm thiếu tướng.
- Sư đoàn (師団, shidan): là cấp đơn vị nòng cốt của Lục quân Đế quốc Nhật Bản. Ban đầu, tư lệnh thường mang hàm trung tướng; về sau, thường mang hàm thiếu tướng;
- Lữ đoàn (旅団, ryodan): lúc mới thành lập cấp này, lữ trưởng được quy định mang hàm thiếu tướng; sau đó có điều chỉnh lại, chỉ huy trưởng là đại tá.
- Liên đội (連隊, rentai): lúc mới thành lập, cấp này có biên chế tương đương cấp trung đoàn, liên đội trưởng bộ binh thường mang hàm đại tá, liên đội trưởng kỵ binh, pháo binh, cơ giới mang hàm trung tá; sau đó có điều chỉnh lại, quy mô chỉ còn tương đương tiểu đoàn;
- Đại đội (大隊, daitai): thời kỳ đầu, cấp trưởng quan đại đội bộ binh thường mang hàm thiếu tá, sau được điều chỉnh lại.
- Trung đội (中隊, chutai): một trung đội bộ binh có 136 chiến sĩ; một trung đội kỵ binh có 159 chiến sĩ;
- Tiểu đội (小隊, shoutai): khoảng 2-4 phân đội hay 20-40 chiến sĩ;
- Phân đội (分隊, buntai): khoảng 10 chiến sĩ.

Các đơn vị được biên chế theo binh chủng: bộ binh, kỵ binh, pháo binh

#### Quân hàm
Thời kỳ 1944-1945, Lục quân Đế quốc Nhật Bản có các quân hàm sau, xếp từ cao xuống thấp:
- Nguyên soái đại tướng (元帥大将, gensui taisho)
- Đại tướng (大将, taisho)
- Trung tướng (中将, chusho)
- Thiếu tướng (少将, shousho)
- Đại tá (大佐, taisa)
- Trung tá (中佐, chusa)
- Thiếu tá (少佐, shousa)
- Đại úy (大尉, tai-i)
- Trung úy(中尉, chu-i)
- Thiếu úy (少尉, sho-i)
- Chuẩn úy (准尉, jun-i)
- Thượng sĩ (曹長, sōchō)
- Trung sĩ (軍曹, gunsō)
- Hạ sĩ (伍長, gochō)
- Binh trưởng (兵長, heichō)
- Binh thượng (上等兵, jōtōhei)
- Binh nhất (一等兵, ittōhei)
- Binh nhì (二等兵, nitōhei)